# Quận của tỉnh Seine-Saint-Denis
3 quận của tỉnh Seine-Saint-Denis gồm:
1. Quận Bobigny, (tỉnh lỵ của tỉnh Seine-Saint-Denis departement: Bobigny) với 17 tổng và 15 xã. Dân số của quận này là 523.849 người năm 1990, 529.237 người năm 1999, tăng trưởng dân số là 1.03%.
2. Quận Le Raincy, (quận lỵ: Le Raincy) với 13 tổng và 16 xã. Dân số của quận này là 497.268 người năm 1990, và 506.374 người năm 1999, tăng trưởng dân số là 1.83%.
3. Quận Saint-Denis, (quận lỵ: Saint-Denis) với 10 tổng và 9 xã. Dân số của quận này là 360.080 người năm 1990, và 347.250 người năm 1999, tăng trưởng dân số là 3.56%.